# Ana (film)
Ana este un film românesc din 2014 regizat de Alexa Visarion. Rolurile principale au fost interpretate de actorii Răzvan Vasilescu, Cristina Drăghici, Mircea Albulescu.

## Distribuție
- Cristina Drăghici
- Răzvan Vasilescu
- Dorel Vișan
- Mircea Albulescu
- Demeter Andras
- Dorina Lazăr
- Ovidiu Ghiniță
- Iulia Mihalcea

## Primire
Filmul a fost vizionat de 407 spectatori de spectatori în cinematografele din România, după cum atestă o situație a numărului de spectatori înregistrat de filmele românești de la data premierei și până la data de 31 decembrie 2014 alcătuită de Centrul Național al Cinematografiei.